# Dae Inseon
Dae Inseon (hangeul : 대인선 ; hanja : 大諲譔) (mort en 926) est le quinzième et dernier roi du royaume de Balhae en Corée. Il a régné de 906 à sa chute à la suite de l'invasion des Khitans mené par Yelü Abaoji en 926.